# الاتحاد الدولي للاتصالات
الاتحاد الدولي للاتصالات أو الاتحاد الدولي للمواصلات السلكية واللاسلكية (بالإنجليزية: International Telecommunication Union (ITU)) هو ثاني أقدم تنظيم عالمي ما زال موجودًا (الأقدم كان -اللجنة المركزية للملاحة في نهر الراين-) يعمل على تقييس وضبط الراديو والاتصال عن بعد، وجدت في بادئ الأمر باسم «الاتحاد الدولي للتلغراف» بباريس في 17 أيار 1865، مهمتها الرئيسية تضمين التقييس، تقسيم طيف الراديو، وتنظيم ترتيب وصل المشتركين بالشبكة العامة بين الدول المختلفة للسماح بالمكالمات الهاتفية الدولية، أخذا بعين الاعتبار تنفيذ الاتصال عن بعد كوظيفة مشابهة للوظيفة التي يقوم بها التحاد البريدي العام UPU لإنجاز الخدمات البريدية.
وهي واحدة من الوكالات الخاصة (specialized agencies) التابعة للأمم المتحدة. يقع المركز الرئيسي للاتحاد في جنيف بسويسرا بجانب مقر الأمم المتحدة هناك.

## التاريخ
الاتحاد الدولي للاتصالات واحد من أقدم المنظمات الدولية التي ما تزال فاعلة، وهو يحتل المرتبة الثانية خلف اللجنة المركزية للملاحة في نهر الراين، التي يسبق تاريخ تأسيسها تأسيس الاتحاد الدولي للاتصالات ب 50 عامًا. وكان الاتحاد الدولي للاتصالات مسبوقًا باتحاد التلغراف الدولي الذي توقف عن العمل، والذي وضع مسودة لأول المعايير والتشريعات الدولية التي تنظم شبكات التلغراف الدولية. غير تطور التلغراف في أوائل القرن التاسع عشر الطريقة التي كان البشر يتواصلون من خلالها على المستويين المحلي والدولي. بين عامي 1849 و1865، حاولت سلسلة من الاتفاقيات الإقليمية والثنائية بين الدول الأوروبية الغربية توحيد مقاييس الاتصالات الدولية.
بحلول عام 1865، كان ثمة إجماع على الحاجة إلى التوصل إلى اتفاقية شاملة من أجل خلق إطار عمل يوحد مقاييس معدات التليغراف وتضع تعليمات عمل متسقة وتحدد تعرفة دولية مشتركة وقواعد محاسبة. بين 1 من شهر مارس و17 من شهر مايو من عام 1865، استضافت الحكومة الفرنسية وفودًا من 20 دولة أوروبية في المؤتمر الدولي الأول للتلغراف في باريس. بلغ هذا الاجتماع ذروته في ميثاق التلغراف الدولي الذي وقع في 17 مايو من عام 1865. ونتيجة لمؤتمر عام 1865، تأسس الاتحاد الدولي للتلغراف، سلف الاتحاد الدولي للتلغراف الحديث، كأول منظمة مقاييس دولية. أوكلت إلى الاتحاد مهمة تطبيق المبادئ الرئيسية للتلغراف الدولي. اشتملت تلك المبادئ على: استخدام شيفرة مورس كأبجدية تلغراف دولية، وحماية سرية المراسلات، وحق جميع الأفراد في استخدام التلغراف الدولي.
تأسس اتحاد التلغراف الراديوي الدولي، السلف الآخر لاتحاد التلغراف الدولي الحديث، في عام 1906 في أول مؤتمر تلغراف راديوي حديث في برلين. حضر المؤتمر ممثلون عن 29 أمة بلغ ذروته في ميثاق التلغراف الراديوي الدولي. وفي النهاية بات ملحق الميثاق يعرف باسم تشريعات راديو الاتحاد الدولي للاتصالات. تقرر أيضًا في المؤتمر أن مكتب اتحاد التلغراف سيعمل أيضًا بصفته المدير المركزي للمؤتمر.
بين 3 من شهر سبتمبر و10 منه من عام 1932، انعقد مؤتمر مشترك بين اتحاد التلغراف الدولي واتحاد التلغراف الراديوي الدولي لدمج المنظمتين في كيان واحد، اتحاد الاتصالات الدولي. قرر المؤتمر أن ميثاق التلغراف لعام 1875 وميثاق التلغراف الراديوي لعام 1927 سيُدمجان في ميثاق واحد، ميثاق الاتصالات الدولي الذي يضم المجالات الثلاثة التلغراف والتلفنة والراديو.
في 15 نوفمبر من عام 1947، اعترفت اتفاقية أبرمت بين الاتحاد الدولي للاتصالات والأمم المتحدة المؤسسة حديثًا بالاتحاد الدولي للاتصالات على أنه وكالة متخصصة للاتصالات الدولية. باتت هذه الاتفاقية سارية في 1 يناير من عام 1949، الأمر الذي جعل من الاتحاد الدولي للاتصالات بصورة رسمية هيئة تابعة للأمم المتحدة.

## التركيب
يتألف الـ ITU من ثلاث دوائر:
- دائرة تقييس الاتصالات عن بعد (ITU-T)
- دائرة الاتصال الراديوي (ITU-R)
- دائرة تطوير الاتصالات عن بعد (ITU-D)

## القيادة
يترأس الـ ITU أمين عام يُنتخب لأربعة أعوام بواسطة الأعضاء في المؤتمر المطلق الصلاحية (plenipotentiary conference). في المؤتمر السابع عشر في انطاليا، تركيا قام أعضاء الـ ITU بانتخاب حامادون توره (Dr. Hamadoun Touré) من مالي كأمين عام للاتحاد.

## الأعضاء
عمل الـ ITU مقاد من خلال أعضائه. وكجزء من هيكلة الأمم المتحدة، يمكن لبلد ما أن تكون عضوا وفي هذه الحالة يشار إليها بـ (Member State)، الشركات والمنظمات يمكن أن تأخذ لنفسها صفًا آخر من العضوية وفي هذه الحالة تسمى (Sector Member or Associate) يسمح للشركات والمنظمات المشاركة المباشرة بتطوير المعايير (وهو شيء غير موجود مثلا في منظمات أخرى كالـ ISO)
الأعضاء غالبا ما يكونون من الأعضاء في الأمم المتحدة أيضا بالإضافة إلى دولة الفاتيكان. إلى حد الآن فقط دولتي بالو وتيمور الشرقية ليسا منتسبين.

## مؤشر النضج التنظيمي الرقمي
أعلن الاتحاد الدولي للاتصالات في عام 2021م عن تصنيف المملكة في أعلى مستويات «مؤشر النضج التنظيمي الرقمي» لمنظمي الاتصالات حول العالم «المستوى الخامس»، عقب نجاحها في بناء إطار تنظيمي مستدام ومتجانس والتحول نحو التنظيم التعاوني، لتكون في المرتبة الأولى بالشرق الأوسط وأفريقيا، وفي المرتبة التاسعة بين دول مجموعة العشرين.
وأشار الاتحاد الدولي للإتصالات إلى أن معايير تصنيف النضج التنظيمي لهيئات ومنظمات قطاع الاتصالات وتقنية المعلومات في العالم تتمحور حول قياس مدى تطور القطاع ومواكبة تنظيماته للمستجدات الرقمية ومدى التعاون الحكومي، بالإضافة للجوانب المتعلقة بالخدمات المقدمة للمشتركين والبيئة الإستثمارية لمقدمي الخدمات، والأسلوب التنظيمي لمنظم القطاع، عبر إعتماد 50 معياراً لتصنيف منظمي قطاع الاتصالات حول العالم وتقسيمها إلى عدة مستويات أعلاها «المستوى الخامس» الذي يضم الدول ذات التنظيم التعاوني بين المنظمين من قطاع الاتصالات وتقنية المعلومات والقطاعات الأخرى لدفع عجلة التحول الرقمي، فيما يصنف الاتحاد المستوى الأول كحد أدني لمنظمي القطاع في الدول ذات أسواق الاتصالات المحتكرة.

## وصلات خارجية
- الموقع الرسمي